# Jakob Greiß
Jakob Greiß (* 20. September 1800 in Pempelfort dem heutigen Düsseldorf-Pempelfort; † 14. September 1853 in Baden-Baden) war Gartendirektor des ersten Botanischen Gartens in Köln und Leiter aller städtischen Grünanlagen.

## Leben
Jakob Greiß war ein Schüler von Maximilian Friedrich Weyhe. Unter diesem verbrachte er seine Lehrjahre im Königlichen Hofgarten zu Düsseldorf. Als Gehilfe war er später im Königlichen Garten zu Potsdam, München und Sanssouci tätig. Im Jahr 1836 wurde er im Auftrag der Staatsregierung durch Minister Karl Freiherr von Stein zum Gärtner des alten Kölner Botanischen Gartens ernannt und erhielt gleichzeitig die Leitung aller städtischer Gartenanlagen übertragen. Greiß erteilte Unterricht in Botanik und bewohnte in der Nähe der Kölner Zentralschule Marzellenstraße (aus der das Dreikönigsgymnasium entstand), am Botanischen Garten in der Maximinenstraße, ein ihm frei zur Verfügung stehendes Haus. Seine Bezüge beliefen sich auf ein Jahresgehalt von 850 Talern. Jakob Greiß brachte seine erworbenen Erfahrungen und Fähigkeiten, speziell auf dem Gebiet der Landschaftsgärtnerei, auch in Köln und Umgebung ein.

## Wirken

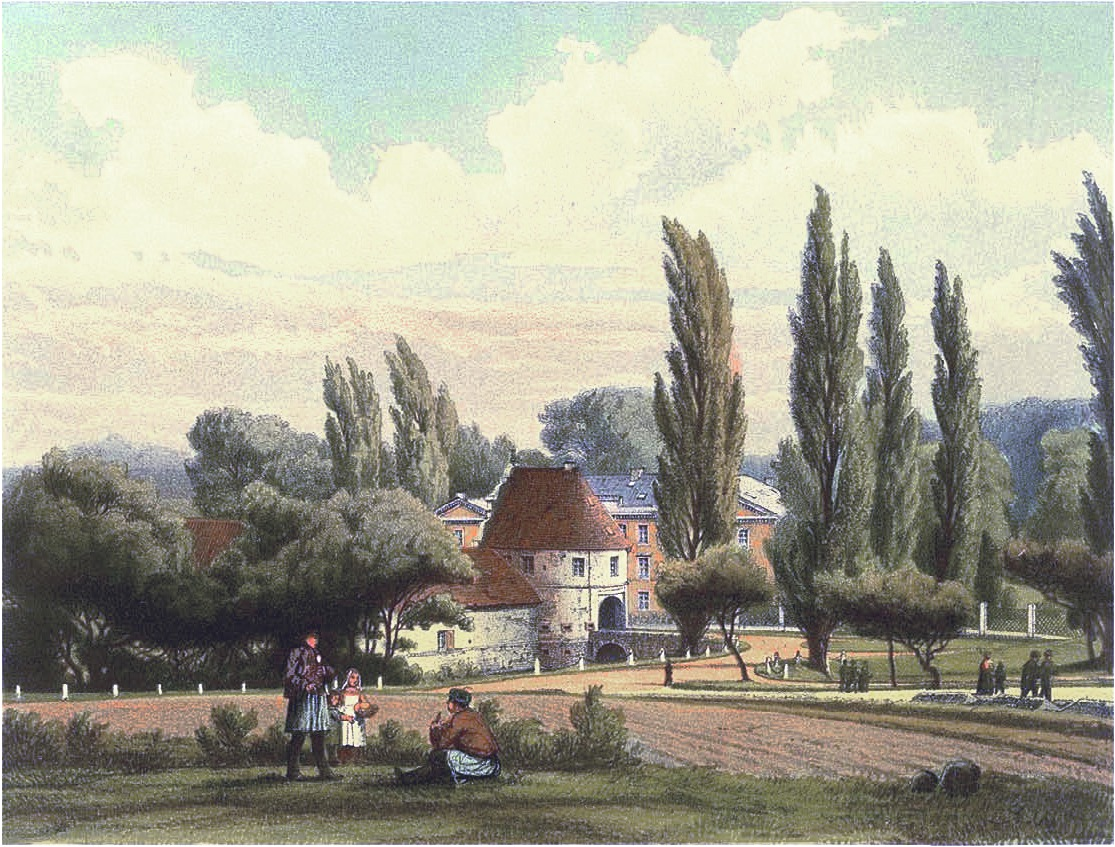
Historische Ansicht von Schloss Brünninghausen Mitte des 19. Jh., Sammlung Alexander Duncker

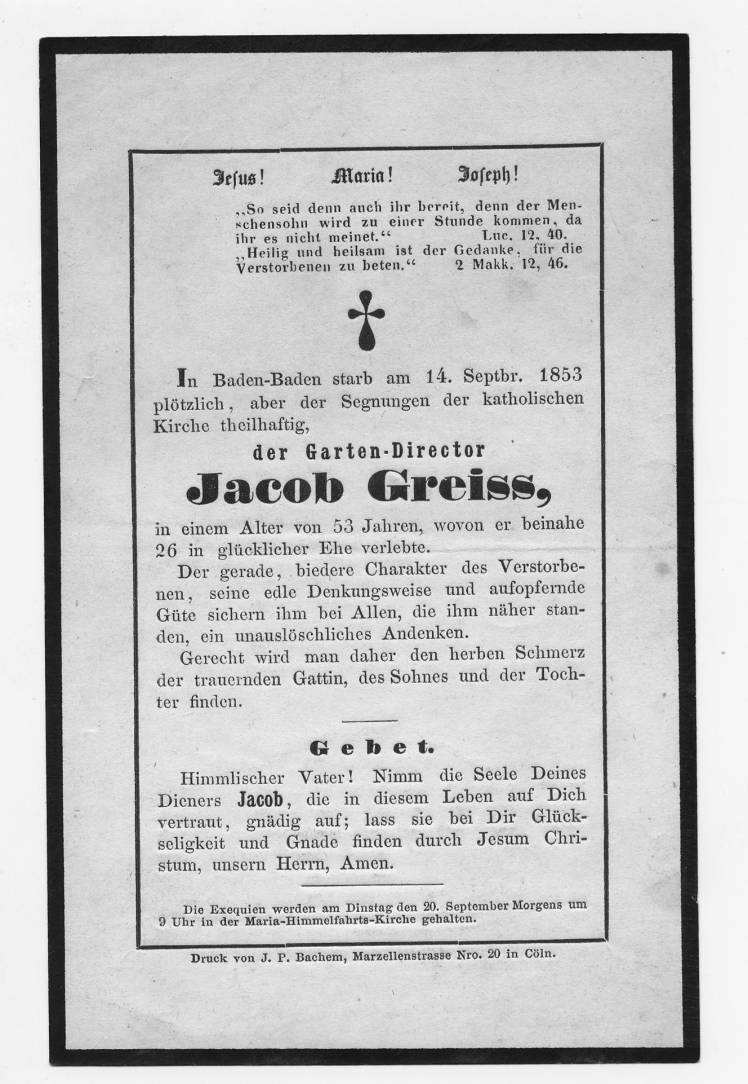
Todesanzeige für Jacob Greiss

Zu Greiß frühen Arbeiten zählt die Leitung der Ausführung der Pläne des Düsseldorfer Hofgärnters Maximilian Friedrich Weyhe bei der Anlage des englischen Landschaftsgartens am Schloss Brünninghausen, heute der Botanische Garten Rombergpark, zwischen 1817 und 1824. Neben seiner Lehrtätigkeit in Köln prägte er als Planer bis heute das Gesicht der Kölner Grünanlagen wie etwa den Blücherpark.
- Leitung und Lehrtätigkeit am Botanischen Garten Köln,
- Stadtgarten Köln inklusive der dortigen Baumschule, 1827/28
- Die Gestaltung der Rheininsel „Werthchen“, 1840 (später das Gelände des Rheinauhafens)
- Landschaftspark Schloss Herdringen, 1853
- Parkanlagen Köln-Marienburg im Auftrag des Kölner Geschäftsmannes Paul Joseph Hagen
- Park zu Hohenlind
- Anlagen an der Kitschburg (zusammen mit Maximilian Friedrich Weyhe), die später durch Adolf Kowallek in den Stadtwald Köln-Lindenthal integriert wurden.[4]

Jakob Greiß, der am Ende seiner 27-jährigen Tätigkeit für Köln nach häufiger Krankheit starb, wurde auf dem Kölner Friedhof Melaten beigesetzt. Ein Sohn war der Jurist und Reichstagsabgeordnete Adolf Greiß (1829–1895).